# Rwanda FC
El Rwanda FC es un equipo de fútbol de Ruanda que juega en la Tercera División de Ruanda, tercera categoría de fútbol en el país.

## Historia
Fue fundado en el año 1959 en la capital Kigali y es uno de los equipos de fútbol más viejos de Ruanda y que todavía existe de los surgidos durante el periodo colonial del país.
Participó en varias temporadas en la Primera División de Ruanda durante la época de los años 1960s y 1980s, aunque su mayor logro ha sido ganar la Copa de Ruanda en 1997.
A nivel internacional ha participado en dos torneos continentales, donde su mejor participación ha sido en la Recopa Africana 1998 en donde fue eliminado en la primera ronda por el Nkana Red Devils de Zambia.

## Palmarés
- Copa de Ruanda: 1

1997

## Participación en competiciones de la CAF
| Temporada | Torneo          | Ronda      | Club             | Casa | Visita | Global |
| --------- | --------------- | ---------- | ---------------- | ---- | ------ | ------ |
| 1997      | Copa CAF        | 1          | KCC              | 3-0  | 1-2    | 4-2    |
| 1998      | Recopa Africana | Preliminar | Saint-Louis FC   | 6-1  | 1-0    | 7-1    |
| 1998      | Recopa Africana | 1          | Nkana Red Devils | 1-4  | 0-1    | 1-5    |